# Jan Antoni Mycielski
Jan Antoni Izajasz Mycielski, hrabia, herbu Dołęga (ur. 7 lipca 1858 we Wsiąchowie – zm. 22 grudnia 1926 w Strzyżowie) – ziemianin, działacz gospodarczy, mecenas i kolekcjoner dzieł sztuki.
Długoletni zarządca ordynacji przeworskiej Lubomirskich. Wybierany z grupy posiadaczy większej własności członek Rady Powiatu w Łańcucie (1904-1910). Członek oddziału jarosławsko-łańcuckiego (1887-1914) i działacz Galicyjskiego Towarzystwa Gospodarskiego. Członek Komitetu GTG (24 czerwca 1910 – 20 czerwca 1914). Członek Komitetu Towarzystwa Rolniczego w Krakowie (1913-1914).
Ziemianin, od 1901 po śmierci ojca właściciel dóbr Wiśniowa w pow. strzyżowskim. Kontynuował działania swoich rodziców Franciszka i Walerii który stworzyli w Wiśniowej nie tylko jeden z rentownych majątków w Galicji lecz również miejsce skupiające elitę intelektualną i artystyczną.  Po pierwszej wojnie odbudował zdewastowany dwór oraz gospodarstwo rolne i osiadł w nim na stałe. Wraz z żoną doprowadził do rozwoju majątku. Założył w Wiśniowej stadninę koni, gorzelnię, tartak, fabrykę serów oraz wznowił hodowlę bydła. W Wiśniowej wytwarzano w okresie międzywojennym sery szwajcarskie typu gruyere. W tym czasie poszerzono także zbiory porcelany oraz poszerzono znacznie bibliotekę dworską założoną przez rodziców Jana. Małżeństwo przyjaźniło się Tadeuszem Stryjeńskim i Józefem Mehofferem i Alfonsem Karpińskim, którzy często bywali w Wiśniowej. Tę linię postępowania kontynuował także następny a zarazem ostatni właściciel dóbr Wiśniowa – jego syn Jan Zygmunt.
Pochowany w kaplicy grobowej Mycielskich w Wiśniowej.

## Rodzina
Urodził się w rodzinie ziemiańskiej, syn Franciszka (1832–1901) i Walerii (ur. 1832) z Tarnowskich. Miał rodzeństwo: braci Jerzego (1856-1928) i Kazimierza (1860-1863) oraz siostry Cecylię Marię (1864-1942) i Karolinę Joannę (1867-1941) żonę Henryka Mariana Morstina (1859-1922). Ożenił się w 1898 z Marią Józefą z Szembeków, z którą miał synów: Franciszka Włodzimierza (1899-1977), Jana Zygmunta (1901-1972), Kazimierza Jana (1904-1984) i Zygmunta (1907-1987).